# Диминуция
Димину̀ция (на латински: diminutio – намаление) в музиката се нарича композиционно-полифонично средство, обратно на аугментацията. Производен мелодически образ с умалени (най-често двойно) нотни стойности. Употребява се най-често във фугата и по рядко в прелюдии, мотети и други контрапунктически музикални форми. Макар диминуцията да допринася за тематичното единство на движението в средните части на полифоничните произведения и в разработката на някои сонатни форми, тя е много по-слаба като ефективност от аугментацията. Поради тази причина тя се среща значително по-рядко като композиционно-полифонично средство в музикалните творби.